# Eupithecia nigropolata
Eupithecia nigropolata là một loài bướm đêm trong họ Geometridae.